# Barend Cohen
Barend Abraham Jacob Cohen (Soerabaja, 9 januari 1942 - Woerden, 21 juni 2005) was een Joods-Nederlands forensisch geneeskundige en de grondlegger van de forensische geneeskunde in Nederland. Ook was hij actief op het gebied van de mensenrechten.
In zijn eerste jaren verbleef hij in een jappenkamp. Dit zou - zo deelde zijn vrouw Nelleke mee - de basis hebben gevormd van zijn latere grote gedrevenheid op het gebied van de mensenrechten.
In de jaren tachtig ging hij werken als politie-arts en voelde zijn eigen kennis tekort schieten en verbaasde zich over het gebrek aan kennis en ervaring van lijkschouwers in het algemeen. Hierdoor werden niet-natuurlijke doodsoorzaken over het hoofd gezien. Hij volgde daarom de opleiding forensic medicine in Engeland, en werd zo DMJ Clin (Doctor in Medical Jurisprudence). Later zette hij in Nederland een nascholingstraject forensische geneeskunst voor medici op bij de SSG (Stichting Sociale Gezondheidszorg), de latere NSPOH.
Barend Cohen was in 1980 een van de oprichters van het Forensisch Medisch Genootschap (FMG): de wetenschappelijke beroepsvereniging van forensisch artsen.
Op het vlak van mensenrechten heeft hij in binnen- en buitenland veel veldwerk verricht, onder andere voor Amnesty International, de Johannes Wier Stichting (stichting tot bevordering van de mensenrechten in de gezondheidszorg), Pharos en als vertrouwensarts voor asielzoekers. In het buitenland verrichtte hij werkzaamheden in onder andere Roemenië, Kosovo en Albanië en voor de Verenigde Naties in Rwanda en Indonesië. In 1999 kreeg hij onder andere daarvoor de zilveren erelegpenning van de KNMG. Ook werd hij benoemd tot officier in de Orde van Oranje-Nassau.
Ook nam hij vlak voor zijn dood, in 2005, het initiatief tot het oprichten van de Rob Monterie Stichting: een stichting die het Forensisch geneeskundig handelen bevordert. Deze stichting is genoemd naar de forensisch arts en auteur van enkele forensische boeken: Rob Monterie, die eind 2002 plotseling overleed.
Barend Cohen is bijzonder hoogleraar klinisch forensische geneeskunde geweest in Roemenië en Indonesië en was gastdocent aan de Universiteit in Groningen.